# You'll Be in My Heart
You'll Be in My Heart è un singolo del cantante britannico Phil Collins, pubblicato nel 1999 ed inserito nella colonna sonora del film d'animazione Tarzan.
Nell'album di colonna sonora è presente anche una versione interpretata con Glenn Close.
Nella versione in lingua italiana il brano, interpretato sempre da Phil Collins, è stato intitolato Sei dentro me.

## Premi
Nell'ambito dei Premi Oscar 2000 il brano ha ottenuto l'Oscar alla migliore canzone. Inoltre ai Golden Globe 2000 ha vinto il Golden Globe per la migliore canzone originale. Sempre nel 2000 ha ricevuto una candidatura per il Grammy Award alla miglior canzone scritta per un film, televisione o altri media audio-visivi.

## Tracce
1. You'll Be in My Heart – 4:16
2. Trashin' the Camp – 2:16

## Classifiche
| Classifica (1999)                          | Posizione massima |
| ------------------------------------------ | ----------------- |
| Brazilian Singles Chart (PMB)              | 9                 |
| Canadian Singles Chart                     | 16                |
| Dutch Singles Chart                        | 35                |
| German Singles Chart                       | 20                |
| Polish Singles Chart                       | 21                |
| Official Singles Chart                     | 17                |
| US Billboard Hot 100                       | 21                |
| US Billboard Hot Adult Contemporary Tracks | 1                 |